# ماساو واتانابي
ماساو واتانابي (باليابانية: 渡辺正夫؛ بالكانا: わたなべ まさお) هو عسكري ياباني، ولد في 10 أكتوبر 1888 في أوساكا في اليابان، وتوفي في 11 أكتوبر 1950.